# プラウド・メアリー
「プラウド・メアリー」（Proud Mary）は、クリーデンス・クリアウォーター・リバイバル（CCR）が1969年に発表した楽曲。全米2位を記録したグループの代表作の一つ。アイク&ティナ・ターナーのカバー・バージョンとしても知られる。

## 解説
作詞作曲はジョン・フォガティ。1969年1月5日発売の2枚目のスタジオ『Bayou Country』に収録され、同月にシングルカットされた。B面は「ボーン・オン・ザ・バイヨー」。CCR初のアメリカ合衆国のポップ・チャートトップ10を記録した楽曲となり、最高順位2位を記録した。この曲は、『ビルボードチャートで全米第1位を獲得できなかったアーティストの中で最も多くの全米第2位を記録したアーティスト』であるCCR（クリーデンス・クリアウォーター・リバイバル#来歴も参照）の、計5作品ある全米第2位獲得作品のうち最初のものである。
元々はフォガティがメモ書きしていた「Proud Mary」というワードが発端で、イメージをふくらませているうちミシシッピ川で就航していた「メアリー・エリザベス」（Mary Elizabeth）という名の蒸気船に照らし合わせて製作された。ちなみにジョン・フォガティは実物のメアリー・エリザベスを見てこの曲を作った訳ではなく、全くの想像で曲を書いたという。その後、この曲がヒットした事で観に行ったという逸話がある。
様式的には、この曲はいくつかのジャンルの要素を複合している―例えばロックンロール、ブルース、ゴスペルおよびソウルなどである―。しかしながら、この曲にはCCRの最も特徴的な要素も多数含まれている。例を挙げると繰り返されるギターリフ、「南部風」（down-home）の歌詞、そしてフォガティがブッカー・T&ザ・MG'sのスティーヴ・クロッパーに影響を受けたというギターソロなどである。
2008年12月に『Bayou Country』の40周年記念エディション盤が発売。1971年9月21日にストックホルムで行われたコンサートでのライブ・バージョンが収録された。
『ローリング・ストーン』誌が選ぶ最も偉大な500曲（the 500 greatest songs of all time）2021年版の第152位にランクインされている。
BMI調べによる「20世紀にアメリカのテレビやラジオで最もオンエアされた100曲」の第24位にランクされた。

## カバー
1969年の時点で、ソロモン・バークがシングルとして発表した。エド・エイムズもアルバム『Windmills of Your Mind』に収録した。より良く知られたカバーとしては1970年代前半に発表されたステイタス・クォーによるものがある。1971年には、アイク&ティナ・ターナーによるカバーバージョンが発表された。このバージョンは原曲とは構成が大幅に異なるものであったが、原曲同様に知名度を上げ、ティナ・ターナーの代表曲の一つとなった。アイク&ティナ・ターナーによるバージョンは、ほぼソコ・リチャードソンとアイク・ターナーによって編曲がなされており、官能的でスローテンポなオープニングとティナ・ターナーの語りによるイントロが含まれている。アイク&ティナ・ターナーによる「プラウド・メアリー」は、1971年のポップ・チャートで第4位を記録した。ティナ・ターナーとビヨンセは、第50回グラミー賞の際にこの曲のカバーを披露している。
エルヴィス・プレスリーもまた、1970年代前半のラスベガスでのコンサートやツアーにおいてしばしばこの曲を披露した。ライブアルバム『エルヴィス・オン・ステージVol.2』（1970年）や『エルヴィス・イン・ニューヨーク』『An Afternoon in the Garden』（1972年）にこの曲が収録されている。
1969年ザ・ベンチャーズのアルバム「Swamp Rock」でカバー。また、コンサートではボブ・ボーグルがボーカルを披露していた時期もある。
1971年、ノーキー・エドワーズのソロ・アルバム「栄光のノーキー・エドワーズ」でカバー。
日本においては、尾崎紀世彦のリサイタルで歌唱したバージョンが、ライブアルバム『尾崎紀世彦オン・ステージ』（1972年）に収録されている。1975年には、ザ・ピーナッツがさよなら公演（尾崎紀世彦との共演バージョンもある）で歌唱した。キャンディーズによるバージョンは、ライブアルバム『Candies' Carnival For 10,000 People』（1975年、訳詞は竜真知子）、『蔵前国技館10,000人カーニバルVol.2 キャンディーズ・ライブ』（1976年、訳詞は森雪之丞）ほかに収録されている。前田亘輝は、ミニ・アルバム『LOOSE』（1987年）でこの曲を取り上げた。また、小島里美編曲による吹奏楽版も存在する。